# Стрий (гміна Клочев)
Стрий (пол. Stryj) — село в Польщі, у гміні Клочев Рицького повіту Люблінського воєводства.
Населення — 349 осіб (2011).
У 1975-1998 роках село належало до Седлецького воєводства.

## Демографія
Демографічна структура станом на 31 березня 2011 року:
|          | Загалом | Допрацездатний вік | Працездатний вік | Постпрацездатний вік |
| -------- | ------- | ------------------ | ---------------- | -------------------- |
| Чоловіки | 183     | 44                 | 112              | 27                   |
| Жінки    | 166     | 30                 | 96               | 40                   |
| Разом    | 349     | 74                 | 208              | 67                   |